# Marie Howland
Marie Stevens Caso Howland (New Hampshire,1836 – Alabama,18 de septiembre de 1921) fue una escritora feminista estadounidense del siglo XIX, que estuvo estrechamente asociada con los movimientos socialistas utópicos de su época. Fue una importante figura de la clase trabajadora en los primeros años del movimiento feminista de Estados Unidos, que se enfrentó a la ideología doméstica imperante.

## Biografía
Marie Stevens tuvo que dejar la escuela y mantener a su hermana menor cuando su padre murió en 1847, con doce años comenzó a trabajar en una fábrica de algodón en Lowell, Massachusetts. En la década siguiente se mudó a la ciudad de Nueva York, se graduó en el New York Normal College y se convirtió en maestra. Más tarde se casó con un abogado radical, Lyman Case, de quien más tarde se divorció. Fue a finales de la década de 1850 viviendo en la cooperativa Unity House de Stephen Pearl Andrews, donde conoció a su segundo marido, el radical social Edward Howland. Marie Howland destacó porque "en realidad vivía en tres comunidades utópicas de muy diferente tamaño y denominación".  Mucho antes que Edward Bellamy y Charlotte Perkins Gilman, reclamó que el trabajo doméstico fuera respetado, remunerado y organizado colectivamente. Howland se propuso eliminar las barreras a la independencia económica de las mujeres mediante la revisión de las instituciones sociales y económicas que consideraban el hogar como el centro de la existencia femenina y explotaban a las trabajadoras. Quería que las mujeres tuvieran la libertad económica de casarse por amor, no por necesidad económica, dejar un mal matrimonio, sobrevivir a la viudez o no casarse.
Fue una periodista activa a lo largo de su carrera, también tradujo las Soluciones sociales de Godin (1871) al inglés como Social Solutions (1886). Y fue admiradora y partidaria de Edward Bellamy después de la publicación de Looking Backward en 1888, donde el trabajo de Howland se citó como posible influencia en Bellamy.
En 1864, ella y su segundo marido vivieron durante un tiempo en el "Familistère" de Charles Fourier establecido en Guisa por el industrial y reformador francés Jean-Baptiste Godin. Marie Howland usó esta experiencia como tema de su única obra conocida su novela utópica Papa's Own Girl, en la que una comunidad cooperativa de mujeres económicamente independientes y hombres ilustrados sustituye al patriarcado y a la competitividad individual del orden industrial emergente, pero en absoluto arraigado. Papa's Own Girl (1874) describe el establecimiento de una comunidad fourierista en la zona rural de Massachusetts abordando la posición de la mujer y la condición del trabajo dos de las cuestiones sociales de la época. El libro fue controvertido pero también un éxito popular en su día y en ediciones posteriores cambiaron el título a The Familistère.
Después del final de la Guerra de Secesión los Howland regresaron a los Estados Unidos y en 1868 se establecieron en Hammonton, Nueva Jersey, donde formaron parte de un círculo de pensadores y activistas radicales en Hammonton y Vineland. Ambos pueblos eran otro tipo de comunidad planificada creada por un promotor capitalista en lugar de idealistas utópicos.
A finales de la década de 1880 y 1890, Howland se asoció con la comunidad planificada de Albert Kimsey Owen, Pacific City en Topolobampo, México. Howland creó y dirigió el proyecto de Topolobampo desarrollando las ideas de amor libre e independencia económica de la mujer con este modelo de trabajo doméstico comunitario que había ideado en su novela Papas´own girl.  Editó el periódico de la comunidad. y se fue de allí cuando terminó el experimento en 1894. 
Pasó sus últimos años en otra comunidad planificada en Fairhope, fundada en Mobile Bay,Alabama, en 1894.  Se convirtió en la bibliotecaria de la ciudad y escribió para su periódico. 
Murió el 18 de septiembre de 1921.